# Festival de Nápoles
El Festival de Nápoles (también conocido como Festival de la Canción Napolitana, en italiano: Festival della Canzone Napoletana) es un concurso de canto que se celebra en Nápoles. Se creó en 1952, en 1953 no se celebró y a partir de 1954 y hasta 1971 se repitió anualmente en Nápoles. Esta primera etapa (la de mayor prestigio) terminó con gran polémica, debido al enfrentamiento entre la organización y muchos autores que protestaban por el giro hacia lo comercial del concurso, en el que se había acabado rechazando el estilo de las canciones napolitanas tradicionales. Posteriormente (en 1981 y, después, a partir de 1998) se ha intentado recuperar el Festival, sin alcanzar el éxito popular de antaño. 